# تقریب زاویه-کوچک

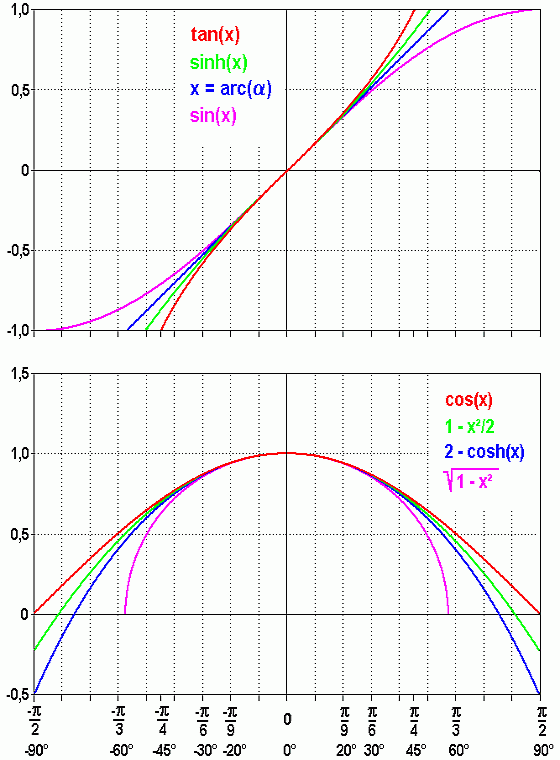
رفتار تقریباً برابر برخی از توابع (مثلثاتی) برای

از تقریب‌های زاویه-کوچک می‌توان برای تقریب‌زدن مقادیر توابع مثلثاتی اصلی استفاده کرد، به شرطی که زاویه مورد نظر کوچک باشد و با رادیان اندازه‌گیری شود:
{\displaystyle {\begin{aligned}\sin \theta &\approx \theta \\\cos \theta &\approx 1-{\frac {\theta ^{2}}{2}}\approx 1\\\tan \theta &\approx \theta \end{aligned}}}
این تقریب‌ها در شاخه‌های از فیزیک و مهندسی از جمله مکانیک، الکترومغناطیس، نورشناسی، نقشه‌نگاری، اخترشناسی و علوم رایانه کاربردهای گسترده‌ای دارند. یک دلیل برای این امر این است که آنها می‌توانند معادلات دیفرانسیل را که نیازی به پاسخ با دقت مطلق ندارند، تا حد زیادی ساده کنند.

## توجیه‌ها

### گرافیکی
دقت تقریبی‌ها در زیر در شکل ۱ و شکل ۲ دیده می‌شود. با نزدیک شدن میزان زاویه به صفر، تفاوت تقریب و تابع اصلی نیز به ۰ نزدیک می‌شود.

شکل ۱. مقایسه توابع مثلثاتی اصلی فرد با θ . مشاهده می‌شود که با نزدیک شدن زاویه به ۰ تقریب‌ها بهتر می‌شوند.
شکل ۲. مقایسه cos θ با 1 − θ2/2

### هندسی
بخش قرمز در سمت راست، d تفاوت بین طول وتر، H و در سمت مجاور، A می‌باشد. همان‌طور که نشان داده شده‌است، طول H و A تقریباً یکسان است، به این معنی که cos θ نزدیک به ۱ و است θ2/2 کمک می‌کند تا تر و تمیز دور قرمز.
{\displaystyle \cos {\theta }\approx 1-{\frac {\theta ^{2}}{2}}}

### حساب
با استفاده از قضیه فشردگی، می‌توانیم این را ثابت کنیم  {\displaystyle \lim _{\theta \to 0}{\frac {\sin(\theta )}{\theta }}=1} ، که بیان رسمی تقریب {\displaystyle \sin(\theta )\approx \theta }  برای مقادیر کوچک θ است.

### جبر

تقریب زاویه-کوچک برای تابع سینوسی.

بسط مَکلورن (بسط تیلور در حدود ۰) از تابع مثلثاتی مربوطه
{\displaystyle {\begin{aligned}\sin \theta &=\sum _{n=0}^{\infty }{\frac {(-1)^{n}}{(2n+1)!}}\theta ^{2n+1}\\&=\theta -{\frac {\theta ^{3}}{3!}}+{\frac {\theta ^{5}}{5!}}-{\frac {\theta ^{7}}{7!}}+\cdots \end{aligned}}}
که θ زاویه در رادیان است. به عبارت واضح‌تر،
{\displaystyle \sin \theta =\theta -{\frac {\theta ^{3}}{6}}+{\frac {\theta ^{5}}{120}}-{\frac {\theta ^{7}}{5040}}+\cdots }
به راحتی مشاهده می‌شود که دومین جمله مهم (مرتبه سوم) به عنوان مکعب جمله اول سقوط می‌کند؛ بنابراین، حتی برای یک استدلال نه چندان کوچک مانند ۰٫۰۱، ارزش جمله دوم مهم‌تر در مرتبه ۰٫۰۰۰۰۰۱، یا 1/۱۰۰۰۰ اولین جمله است؛ بنابراین می‌توان با خیال راحت تخمین زد:
{\displaystyle \sin \theta \approx \theta }

## خطای تقریب‌ها

شکل ۳ نمودار خطاهای نسبی برای تقریب‌های با زاویه کوچک.

شکل ۳ خطاهای نسبی تقریب‌های زاویه کوچک را نشان می‌دهد. زاویه‌هایی که خطای نسبی بیش از ۱٪ است به شرح زیر است:
- cos θ ≈ ۱ حدود ۰٫۱۴۰۸ رادیان (۸٫۰۷°)
- tan θ ≈ θ حدود ۰٫۱۷۳۰ رادیان (۹٫۹۱°)
- sin θ ≈ θ حدود ۰٫۲۴۴۱ رادیان (۱۳٫۹۹°)
- cos θ ≈ ۱ − θ2/2 حدود ۰٫۶۶۲۰ رادیان (۳۷٫۹۳°)

## جمع و تفاضل زاویه
قضیه‌های جمع و تفریق زاویه در صورت کوچک بودن یکی از زاویه‌ها (β ≈ ۰) به موارد زیر کاهش می‌یابد:
| cos(α + β) | ≈ cos(α) - βsin(α), |
| cos(α - β) | ≈ cos(α) + βsin(α), |
| sin(α + β) | ≈ sin(α) + βcos(α), |
| sin(α - β) | ≈ sin(α) - βcos(α). |

## کاربردهای خاص

### اخترشناسی
در اخترشناسی، قطر زاویه‌ای یا زاویه فرورفته با تصویر یک جسم دور اغلب فقط چند ثانیه قوسی است، بنابراین برای تقریب زاویه کوچک مناسب است. اندازه خطی (D) با فرمول ساده به اندازه زاویه‌ای (X) و فاصله از ناظر (d) مربوط می‌شود:
{\displaystyle D=X{\frac {d}{206\,265}}}
که X در ثانیهٔ قوسی اندازه‌گیری می‌شود.
عدد ۲۰۶۲۶۵ تقریباً برابر است با تعداد ثانیهٔ قوسی در یک دایره (۱۲۹۶۰۰۰)، تقسیم بر ۲π.
فرمول دقیق آن است
{\displaystyle D=d\tan \left(X{\frac {2\pi }{1\,296\,000}}\right)}
و تقریب بالا هنگامی که X با tan X جایگزین می‌شود، دنبال می‌شود.

### حرکت آونگ
تقریب کسینوس مرتبه دوم به ویژه در محاسبه انرژی پتانسیل آونگ بسیار مفید است، سپس می‌توان با استفاده از لاگرانژی برای یافتن معادله حرکت غیر مستقیم (انرژی) استفاده کرد.

### اپتیک
در اپتیک، تقریب‌های با زاویه کوچک اساس تقریب فوق‌محوری تشکیل می‌دهند.

### تداخل موج
تقریب سینوس و تانژانت با زاویه-کوچک در رابطه با آزمایش دوشکاف یا یک توری پراش برای ساده‌سازی معادلات استفاده می‌شود، به عنوان مثال «فاصله کناره» = «طول موج» × «فاصله از شکاف‌ها تا صفحه» ÷ «جدایش شکاف».